# You Forgot It in People
You Forgot It in People – drugi (po Feel Good Lost) album kanadyjskiego zespołu rockowego Broken Social Scene wydany 15 października 2002 za pośrednictwem wytwórni Arts & Crafts. Został dobrze przyjęty przez krytykę oraz okazał się przełomowy dla zespołu. You Forgot It in People zostało nagrane i wyprodukowane w niekonwencjonalny sposób. Ponadto na albumie można usłyszeć wiele stylów w muzyce oraz dźwięki wielu instrumentów.
Nakręcono teledyski dla utworów "Stars and Sons", "Almost Crimes", "Pitter Patter Goes My Heart" i "Cause = Time". Dwie piosenki z albumu, "Anthems for a Seventeen Year-Old Girl" i "Lover's Spit" stały się ulubionymi nagraniami większości fanklubów zespołu.
Kilkanaście piosenek ostatecznie nieumieszczonych na albumie zostało zawartych na kompilacji stron B i dem pt. Bee Hives.

## Nagrody i przyjęcie przez krytykę
Album jest laureatem nagrody Juno za Album alternatywny roku w 2003. W głosowaniu magazynu Chart na 50 najlepszych kanadyjskich albumów w historii, You Forgot It in People uplasował się na 4. miejscu, za albumami Twice Removed, Harvest i Blue. Płyta znalazła się na 27. miejscu głosowania na 100 najlepszych albumów w latach 2000-2004 organizowanego przez Pitchfork Media oraz na 28. miejscu książki The Top 100 Canadian Albums.
Stylus Magazine umieścił album na 7. miejscu listy 50 najlepszych albumów:2000-2005.

## Spis utworów
1. "Capture the Flag" – 2:08
2. "KC Accidental" – 3:50
3. "Stars and Sons" – 5:08
4. "Almost Crimes (Radio Kills Remix)" – 4:22
5. "Looks Just Like the Sun" – 4:23
6. "Pacific Theme" – 5:09
7. "Anthems for a Seventeen Year-Old Girl" – 4:35
8. "Cause = Time" – 5:30
9. "Late Nineties Bedroom Rock for the Missionaries" – 3:46
10. "Shampoo Suicide" – 4:05
11. "Lover's Spit" – 6:22
12. "I'm Still Your Fag" – 4:23
13. "Pitter Patter Goes My Heart" – 2:26

## Skład
- Kevin Drew – keyboard, śpiew, gitara, gitara basowa, perkusja, pianino
- Brendan Canning – gitara basowa, śpiew, organy, gitara akustyczna, automat perkusyjny, gitara, pianino, keyboard
- Andrew Whiteman – gitara, organy, śpiew, gitara basowa, keyboard, tamburyn
- Charles Spearin – gitara, gitara basowa, perkusja, instrumenty perkusyjne, automat perkusyjny, harmonijka ustna, gitara akustyczna organy
- Justin Peroff – perkusja, oprawa artystyczna
- John Crossingham – gitara, gitara basowa, perkusja
- Evan Cranley – perkusja, puzon
- James Shaw – trąbka, gitara, gitara akustyczna
- Leslie Feist – śpiew
- Emily Haines – śpiew
- Jessica Moss – wiolonczela
- Ohad Benchetrit – flet
- Bill Priddle – gitara
- Brodie West – saksofon
- David Newfeld – producent, mastering
- Noah Mintz – mastering
- Louise Upperton – oprawa graficzna